# 860

## Догађаји

### Јун
- 18. јун — Опсада Цариграда: Флота од око 200 руских бродова упловљава у Босфор и почиње да пљачка предграђа Цариграда. Нападачи су палили куће, а грађане давили и убијали. Опустошивши предграђа, руски Викинзи прелазе у Мраморно море и нападају Принчевска острва, пљачкајући локалне манастире.[1] Не могавши ништа да учини да одбије освајаче, патријарх Фотије I позива своју паству на молебан ПресветојБогородици за спас византијске престонице.

### Децембар
- 20. децембар — Краљ Етелбалд од Весекса умире након две и по године владавине. Наслеђује га брат Етелберт од Кента, који постаје једини владар Весекса.

### Непознат датум
- Википедија:Непознат датум — Владавина династије Абасида у Багдаду.
- Википедија:Непознат датум — Опсада Цариграда (860)

- Краљ Карло Ћелави издаје наређење да се изграде утврђени мостови преко река Сене и Лоаре, како би заштитили Париз и Франачку државу  од напада Викинга. Он унајмљује услуге Веланда, викиншког поглавице базираног на Соми, да нападне Викинге Сене у њиховој бази на острву Оисел. Веланд опседа Викинге — они му нуде огроман мито (6.000 фунти сребра) како би их пустили да побегну.
- Лето – Викиншки поглавице Хаштајн и Бјорн Ајронсајд пустоше узводно и селе се у Италију, опседајући Луну (верујући да је то Рим). Они плове реком Арно да би опљачкали градове Пизу и Фјезоле (Тоскана).
- Мухамед, омејадски емир Кордобе, напада Памплону (Пиренеји), и заробљава престолонаследника Фортуна Гарсеса у Милагру, заједно са његовом ћерком Оннеком Фортуњез, и узима их као таоце у Кордобу.
- Израђене су плочице од сјајног посуђа које су украшавале михраб џамије Укба у Каируану (савремени Тунис).
- Јапанско писмо Хирагана постаје све популарније у Јапану. Фонетско писмо ће бити додатно поједностављено и сведено на 51 основни знак.
- Хришћански мисионари Ћирило и Методије стижу у Хазарију.
- Михаило I је наследио Софронија I Александријског, као патријарх Александрије.

## Рођења
- Википедија:Непознат датум — Одо Париски, француски краљ (†898)

## Смрти
- 20. децембар — Етелбалд, краљ Весекса
- Википедија:Непознат датум — Преподобна Атанасија, хришћанска светитељка.